# W és Z rombolóosztályok
A W- és Z-rombolóosztályok a Brit Királyi Haditengerészet tizenhat hajóját magába foglaló hajóosztályok voltak. A hajók vízre bocsátására 1943-ban és 1944-ben került sor. A hajókat két hajórajra bontva gyártották, melyek közül az egyik hajóraj hajóinak neve W-vel kezdődött, a másikoknak pedig Z-vel. Viszont hasonlóan a korábbi U és V rombolóosztályokhoz, a flotillavezető hajók itt is történelmi alakokról kapták a nevüket (ahogy a két világháború közti időszakban is ez volt a szokás a Brit Királyi Haditengerészetnél). A két hajóraj a 9. és 10. Vészhelyzeti Flotilla megnevezést kapta. A flotillák feladata főként flották és konvojok kíséretének biztosítása volt a második világháború idején. A háború során a tizenhat hajó közül egy sem veszett oda.

## Felépítésük
Felépítésük - kisebb módosításokat leszámítva - megegyezett a korábbi U és V osztályú rombolókéval.

## Hajók

### W osztály
| Hajó       | Hajógyár                                                | Vízre bocsátás       | Sorsa/Megjegyzések                                                                                        |
| Kempenfelt | John Brown & Company, (Clydebank)                       | 1943. május 8.       | Flotillavezető. 1958-ban átadták Jugoszláviának, ahol Kotor néven szolgált. 1971-ben szétbontották.       |
| Wager      | John Brown & Company, (Clydebank)                       | 1943. november 1.    | 1958-ban átadták Jugoszláviának, ahol Pula néven szolgált.                                                |
| Wakeful    | Fairfield Shipbuilding and Engineering Company, (Govan) | 1943. június 30.     | |
| Wessex     | Fairfield Shipbuilding and Engineering Company, (Govan) | 1943. szeptember 2.  | 1950-ben átadták Dél-Afrikának, ahol Jan van Riebeeck néven szolgált.                                     |
| Whelp      | Hawthorn Leslie and Company, (Hebburn)                  | 1943. június 3.      | 1953-ban átadták Dél-Afrikának, ahol Simon van der Stel néven szolgált. 1976-ban Durbanban szétbontották. |
| Whirlwind  | Hawthorn Leslie and Company, (Hebburn)                  | 1943. augusztus 30.  | |
| Wizard     | Vickers-Armstrong, (Barrow-in-Furness)                  | 1943. szeptember 29. | 1967-ben Inverkeithingben szétbontották.                                                                  |
| Wrangler   | Vickers-Armstrong, (Barrow-in-Furness)                  | 1943.december 30.    | 1957-ben átadták Dél-Afrikának, ahol Vrystaat néven szolgált.                                             |

### Z osztály
| Hajó    | Hajógyár                              | Vízre bocsátás     | Sorsa/Megjegyzések                                           |
| Myngs   | Vickers-Armstrong, (Tyneside)         | 1942. május 31.    | 1955-ben átadták Egyiptomnak, ahol 'El Qaher néven szolgált. |
| Zephyr  | Vickers-Armstrong, (Tyneside)         | 1943. július 15.   | 1958 júliusában Dunstonban szétbontották.                    |
| Zambesi | Cammell Laird, (Birkenhead)           | 1943. november 12. | 1959 decemberében Briton Ferry-ben szétbontották.            |
| Zealous | Cammell Laird, (Birkenhead)           | 1944. február 28.  | 1955-ben átadták Izraelnek, ahol 'Eilat néven szolgált.      |
| Zebra   | William Denny & Brothers, (Dunbarton) | 1944. március 8.   | 1959 februárjában Newportban szétbontották.                  |
| Zenith  | William Denny & Brothers, (Dunbarton) | 1944. június 5.    | 1955-ben átadták Egyiptomnak, ahol 'El Fateh néven szolgált. |
| Zest    | John I. Thornycroft, (Woolston)       | 1943. október 14.  |                                                              |
| Zodiac  | John I. Thornycroft, (Woolston)       | 1944. március 11.  | 1955-ben átadták Izraelnek, ahol 'Yaffa néven szolgált.      |

## Lásd még
- V és W rombolóosztályok